# Массак (округ, Іллінойс)
Шаблон:StateAbbr_ 37°13′ пн. ш. 88°43′ зх. д. / 37.22° пн. ш. 88.71° зх. д.
Округ  Массак (англ. Massac County) — округ (графство) у штаті  Іллінойс, США. Ідентифікатор округу 17127.

## Історія
Округ утворений 1843 року.

## Демографія
За даними перепису 
2000 року 
загальне населення округу становило 15161 осіб, зокрема міського населення було 7656, а сільського — 7505.
Серед мешканців округу чоловіків було 7254, а жінок — 7907. В окрузі було 6261 домогосподарство, 4318 родин, які мешкали в 6951 будинках.
Середній розмір родини становив 2,88.
Віковий розподіл населення поданий у таблиці:
| Стать    | До 15 років | 15-21 | 22-29 | 30-39 | 40-49 | 50-65 | 65-85 | Понад 85 |
| -------- | ----------- | ----- | ----- | ----- | ----- | ----- | ----- | -------- |
| Чоловіки | 1468        | 688   | 692   | 1033  | 1084  | 1241  | 942   | 106      |
| Жінки    | 1414        | 649   | 720   | 1026  | 1137  | 1309  | 1353  | 299      |

## Суміжні округи
- Поуп — північ
- Лівінґстон, Кентуккі — схід
- Маккракен, Кентуккі — південь
- Пуласкі — захід
- Джонсон — північний захід

## Виноски
1. ↑  U.S. Decennial Census. United States Census Bureau. Архів оригіналу за 4 квітня 2018. Процитовано 7 липня 2014.
2. ↑  Historical Census Browser. University of Virginia Library. Архів оригіналу за 11 серпня 2012. Процитовано 7 липня 2014.
3. ↑  Population of Counties by Decennial Census: 1900 to 1990. United States Census Bureau. Архів оригіналу за 24 квітня 2014. Процитовано 7 липня 2014.
4. ↑  Census 2000 PHC-T-4. Ranking Tables for Counties: 1990 and 2000 (PDF). United States Census Bureau. Архів оригіналу (PDF) за 18 грудня 2014. Процитовано 7 липня 2014.
5. ↑  State & County QuickFacts. United States Census Bureau. Архів оригіналу за 7 червня 2011. Процитовано 7 липня 2014.(англ.) Наведено за англійською вікіпедією.
6. ↑  American FactFinder. Бюро перепису населення США. Архів оригіналу за 26 лютого 2012. Процитовано 31 січня 2008.

| США | Це незавершена стаття з географії США. Ви можете допомогти проєкту, виправивши або дописавши її. |